# Записки по българските въстания
 Тази статия е за произведението на Захарий Стоянов.  За филма вижте Записки по българските въстания (филм).  
Записки по българските въстания (пълно заглавие: „Записки по българските въстания. 1870 – 1876. Разказ на очевидец“) е историко-мемоарно съчинение на писателя и революционер Захарий Стоянов. Негова тема са борбите за национално освобождение на българите в периода 1870 – 1876 г. Състои се от три тома, издадени за пръв път съответно през 1884, 1887 и 1892 г. Книгата е посветена на Любен Каравелов. С нея се поставя началото на съвременната българска историография.

## История
В „Предисловие“ към първи том на „Записките“ Захари Стоянов изтъква като главен мотив за написването им необходимостта да се съхрани правдив спомен за най-важната, според него, част от историята на България след падането ѝ под османско владичество – въстанията. Горчивина у писателя предизвиква забравата на Христо Ботев, Георги Бенковски, Панайот Волов и други революционери, загинали за свободата на родината си. Стоянов рязко се противопоставя на появилите се след Освобождението твърдения, че Априлското въстание е „незначително движение“. „Що се отнася до българското въстание, имало е слаби опитвания в две-три села…“ и „…не е съществувало организирано въстание в страната…“ а турските кланета са безпричинни или провокирани от група „нехранимайковци“. В книгата си той се заема да изложи своята гледна точка на пряк участник в освободителните борби. Признавайки, че въстаниците не са били достатъчно добре организирани и въоръжени, авторът все пак твърди, че движението е постигнало своята цел.
След големия интерес към първото издание, произведението потъва в забрава до 20-те години на XX век, докато Александър Балабанов не го преоткрива и не инициира преиздаването му през 1928 г. За първи път трите тома излизат като една книга (712 страници). Изданието е по случай 1000-годишнината от Симеоновия век и 50-годишнината от Освобождението на България.

### Герои
В съчинението си Захарий Стоянов оставя портрети на ред видни революционери: Георги Бенковски, Тодор Каблешков, Панайот Волов, баба Тонка, Матей Преображенски, Кочо Чистеменски, Никола Обретенов.
Наред с тях са представени не така известни, но заслужили мястото си в българската история дейци: Иван Арабаджията (сподвижник на Левски), Ботевите четници Сава Пенев и Димитър Тодоров (Димитрото), Михаил Жеков, Васил Соколски (послужил за прототип на доктор Соколов от „Под игото“).
„Записките“ са изпъстрени с множество епизодични, но колоритни персонажи: Кондю Делидимоолу, помакът Хасан Ага, разбойникът Амиш, Руско Робов (Робът), четникът Ботю Иванов и много други.

## Език и стил
Стилът на „Записки по българските въстания“ е своеобразен. Незавършил дори средно образование, Захари Стоянов се оформя като самоук талант. Речта му е близка до народната, изпъстрена с турцизми и популярни изрази. В нея наред с драматичния патос присъства живият народен хумор, иронията и самоиронията. В „Строителите на съвременна България“ Симеон Радев го нарича „голям хуморист, най-големият безспорно с Ботева и Алеко Константинова“. Въпреки че намира „Записките“ за лишени от композиция и твърде небрежни по отношение на езика, Радев ги смята за „блестящ труд“, а персонажите представени в тях намира за обрисувани с рядка дарба.

## Влияние
Съчинението на Захарий Стоянов е послужило като първоизточник за „Под игото“ на Иван Вазов и романа „В зори“ на полския писател Зигмунт Милковски (Теодор Томас Йеж). При създаване образа на баба Мокра последният е вдъхновен от баба Тонка Обретенова в Захариевото съчинение.

## Адаптации
През 1976 г. въз основа на съчинението е заснет едноименният тринадесетсетсериен телевизионен филм с главен режисьор Борислав Шаралиев.